# Le Grand Ménage

Le Grand Ménage est un téléfilm français réalisé par Régis Musset et diffusé le 11 mai 2010 sur France 3.

## Synopsis
Marie-Agnès, bourgeoise catholique, Myriam, psy parisienne, et Odile, femme de ménage, trois voisines aux personnalités et aux modes de vie diamétralement opposés, ont pourtant une chose en commun : elles approchent de la cinquantaine. Les enfants sont élevés et l'heure est au bilan et aux remises en question ! Bientôt, ces mères de famille voient leurs destins se croiser. Chacune à sa manière va dresser un bilan de sa vie. Mais les trois femmes ne portent pas le même jugement sur leur passé. La rencontre de ces trois héroïnes du quotidien va leur permettre de poser un regard nouveau sur leur parcours et très certainement changer leur avenir...

## Fiche technique
- Réalisation : Régis Musset
- Scénario : Nicolas Mercier
- Production : Thomas Bourguignon
- Musique : Sébastien Souchois
- Directeur de la photographie : Mathieu Czernichow
- Montage : Gaëlle Ramillon
- Distribution des rôles : Nathalie Cheron
- Création des décors : Philippe Lacomblez
- Création des costumes : Sylvie Laskar
- Coordinateur des cascades : Jean-Michel Boutteau
- Société de production : Kwaï
- Société de distribution : France 2
- Format : Couleur - 1,78:1 - 35 mm
- Pays d'origine : France
- Genre : Comédie
- Durée : 95 minutes
- Date de diffusion : 10 mai 2010 sur France 3

## Distribution
- Charlotte de Turckheim : Marie-Agnès Broissac
- Chantal Lauby : Myriam
- Chantal Ladesou : Odile Pellegru
- Daniel Martin : Philippe
- François Berland : Jacques
- Johanna Bah : Justine
- James Gerard : Murray
- Valentin Merlet : Maximilien
- Romane Portail : Sybille
- Sophie Aprea : Christiane
- Yves Bouer : Père de Maximilien
- Victor Boularne : Julien enfant
- Juliette Degenne : Cécile
- Valère Haberman : Martine
- Igor Mendjisky : Julien Pellegru
- Régis Musset : Père Dumay
- Marc Samuel : Enrico
- Gilles Ségurel : Étienne